# پاراغا
پاراغا (به لاتین: Parağa) یک منطقه مسکونی در جمهوری آذربایجان است که در شهرستان اردوباد واقع شده است. پاراغا ۳۰۶ نفر جمعیت دارد.